# セリ族
セリ族（セリぞく、Seri）は、メキシコに住む民族。

## 居住地
メキシコ北西部ソノラ州の海岸地方（州で一番荒れた地である）に住む。

## 神話
セリ族には、「昔海から大ウミガメが現れて、セリ族に自分の住処を譲った」という神話が伝わっている。
また神話の中でウミガメとともに重視しているのがペリカンである。昔のセリ族氏族は、カメ姓かペリカン姓だった（ちなみに「ペリカン」とはセリの言葉で「白」を意味する）。

## 歴史
セリ族インディオの話を初めて世に伝えたのは、16世紀のスペイン人探検家カベサ・デ・バカである。デ・バカは、現在テキサス州の一部となっている地方の沖合いで難破し、衣類・所持品一切を失ったが、彼は無事に大陸を横断してメキシコ太平洋岸にたどり着いた。
デ・バカはセリ族にとって初めての外科手術を行い、彼らを驚愕させた。一人のインディオが胸に刺さった鏃を抜いてもらい、一命を取り留めたのである。成り行きを見守っていたセリ族はひどく感動し、デ・バカに1000匹のシカの心臓を贈ったという。
1536年にデ・バカはセリ族インディオの生活について、「沿岸部にトウモロコシはなく、住民はイグサとワラの粉を食べ、カヌーがないので筏で海の魚を獲って食べている」と記述している。
セリ族は一帯の諸部族の中で一番激しく外来の影響に抵抗した。18世紀にスペイン人が宣教施設をセリ族の居住地域内に1箇所開設したが、ほどなく襲撃を受けている。
1895年になると、セリ族と短い期間に一緒に生活したW.J.マギーが、装備の行き届いたスペイン軍との大決戦の様子とセリ族が次第に海岸方面に後退し、最後に聖なる島へ逃げ込んだ経緯について報告書を作成している。
1960年代のはじめにメキシコ政府の政策にしたがって、チブロン島から退去させられ、本土の沿岸部で生活をするようになった。

## 生活
主食は魚類、野生食糧。
女子は顔に鮮やかな色で模様を描くことも多い。昔は岩や石をすりつぶした顔料を使っていたが、現在は既製の染料を用いる。
男子は髪を長く伸ばし、ズボンの上から色つきの短いキルトをはく。

## 社会
セリ族社会は親族の権利、義務関係を大きな土台とする社会である。女権的な社会であるとも言われているが、詳細は不明である。
昔のセリ族にはひとつの規律の体系があり、この規律に背く者がいると社会から追放したという。罪を犯したものは誰であろうと部族の外に追い出し、最後まで戻ることを許さなかった。放逐された者にとっては、単に威信や面目を失うばかりではなく、生活の道を失うことでもあった。砂漠に住む限り、部族の保護なしには長期間生きることはできなかったからである。しかし、現在交易活動に実を入れるにしたがって、個人の所得が相互の依存関係や敬意以上の力を持つようになってきている。
結婚は、セリ族の生活に重要な役割を果たしている。昔は戦闘のたびに確実の男の数が減ったので、一夫多妻制だったが、現在は一夫一婦制である。結婚しようとする男は、巨額の婚資を新婦の両親に支払わなければならない。

## 宗教
宗教についてはまだはっきりとわかっていない点が多いが、神話と起源説話を中心とする儀礼、儀式が多い。